# Лойнське сільське поселення
Ло́йнське сільське поселення (рос. Лойнское сельское поселение) — адміністративна одиниця у складі Верхньокамського району Кіровської області Росії. Адміністративний центр поселення — село Лойно.

## Історія
Станом на 2002 рік на території сучасного поселення існували такі адміністративні одиниці:
- Гідаєвський сільський округ (село Гідаєво, присілки Безгачево, Гущино, Картасік, Козіцино, Лезіб, Нелисово, Овчинніково, Ушаково)
- Лойнський сільський округ (село Лойно, присілки Бельтюкови, Бутіно, Ташкіново)

Поселення було утворене згідно із законом Кіровської області від 7 грудня 2004 року № 284-ЗО у рамках муніципальної реформи шляхом об'єднання Гідаєвського та Лойнського сільських округів.

## Населення
Населення поселення становить 1419 осіб (2017; 1477 у 2016, 1516 у 2015, 1557 у 2014, 1582 у 2013, 1631 у 2012, 1692 у 2010, 2229 у 2002).

## Склад
До складу поселення входить 9 населених пунктів:
| Населений пункт       | Населення, осіб (2002) | Населення, осіб (2010) |
| --------------------- | ---------------------- | ---------------------- |
| Безгачево, присілок   | 4                      | 2                      |
| Бельтюкови, присілок  | 4                      | 0                      |
| Бутіно, присілок      | 3                      | 1                      |
| Гідаєво, село         | 210                    | 84                     |
| Гущино, присілок      | 2                      | -                      |
| Картасік, присілок    | 1                      | 1                      |
| Козіцино, присілок    | 13                     | 5                      |
| Лезіб, присілок       | 36                     | 3                      |
| Лойно, село           | 1944                   | 1592                   |
| Нелисово, присілок    | 0                      | -                      |
| Овчинніково, присілок | 0                      | -                      |
| Ташкіново, присілок   | 2                      | 0                      |
| Ушаково, присілок     | 10                     | 4                      |